# Месники: Таємні війни
«Ме́сники: Тає́мні війни́» (англ. Avengers: Secret Wars) — майбутній американський супергеройський фільм, заснований на коміксах Marvel про месників. Фільм розробляється Marvel Studios, буде випущений Walt Disney Studios Motion Pictures і стане продовженням майбутнього фільму «Месники: Династія Канґа» (2025) та 40-м за рахунком фільмом у медіафраншизі «Кіновсесвіт Marvel» (КВМ).
У липні 2022 року були оголошені два нових фільми про месників, «Династія Канґа» та «Таємні війни», які мають стати завершенням шостої фази КВМ та «Саги мультивсесвіту».

## Виробництво

### Розробка
Обговорюючи купівлю компанією Disney компанії 21st Century Fox, після якої права на створення фільмів про Дедпула, Людей Ікс і Фантастичної четвірки перейшли назад до компанії Marvel Studios, Джо Руссо, який виступав співрежисером фільмів «Месники: Війна нескінченності» (20) та «Месники: Завершення» (2019) разом зі своїм братом Ентоні, сказав у квітні 2018 року, що зацікавлений у введенні цих персонажів у Кіновсесвіт Marvel (КВМ) за допомогою фільму «Таємні війни», в якому об'єдналися б різні персонажі та реальності. «Таємні війни» — назва двох серій коміксів-кросоверів: перша була написана Джимом Шутером і виходила в 1984-85 роках, а друга — Джонатаном Гікманом і випускалася у 2015—16 роках , в обох з них різні персонажі Marvel стикаються один з другом на планеті під назвою «Світ битв». У квітні 2019 року сценаристи «Війни нескінченности» та «Завершення» Крістофер Маркус і Стівен Макфілі сказали, що напишуть сценарій для фільму за «Таємними війнами», якщо його зніматимуть брати Руссо. Джо Руссо згадав цю ідею в липні 2020 року, сказавши, що "реалізувати щось порівнянне за масштабністю з «Війною нескінченності» безпосередньо пов'язане з бажанням щодо «Таємних воєн», які набагато масштабніші. У серпні 2021 Шутер сказав, що Marvel намагалися отримати права на його «Таємні війни», і тоді він вирішив, що вони збиралися знімати екранізацію, хоча компанія це ніяк не підтвердила. Фільм «Доктор Стрендж у мультивсесвіті божевілля» (2022) представляє концепцію «вторгнень», де в рамках мультивсесвіту один всесвіт знищує інший, який був у центрі уваги в «Таємних війнах» 2015 року. Сценарист фільму Майкл Волдрон порівняв це з поданням у Кіновсесвіті Marvel Таноса задовго до того, як той став головним антагоністом Саги нескінченності, яка об'єднала перші три фази.
У липні 2022 року брати Руссо нагадали, що є фанатами коміксів «Таємні війни», але сказали, що їх не планують наймати режисерами екранізації. Дует додав, що вони усвідомлюють важливість такого проєкту, оскільки це було б «великим завданням», а створення «Війни нескінченності» та «Завершення» і так було дуже скрутним. Пізніше того ж місяця під час San Diego Comic-Con International голова Marvel Studios Кевін Файґі оголосив фільми «Месники: Династія Канґа» та «Месники: Таємні війни» та призначив їхні прем'єри на 2 травня та 7 листопада 2025 року відповідно. Фільми мають завершити шосту фазу КВМ і всю «Сагу мультівсесвіту», яка охоплює проєкти четвертої, п'ятої та шостої фаз. Файґі порівняв ці стрічки з «Війною нескінченності» та «Завершення», які завершили «Сагу Нескінченности». Він сказав, що багато проєктів четвертої фази вибудовують «велику частину історії» саги мультивсесвіту, і що це триватиме в п'ятій і шостій фазах. Він додав, що брати Руссо не зніматимуть «Месники: Таємні війни», але Marvel Studios запропонує їм інший проєкт. На відміну від «Війни нескінченности» та «Завершення», «Династію Канґа» та «Таємні війни» зніматимуть різні режисери; невдовзі після оголошення на Comic-Con режисером «Династії Канґа» був призначений Дестін Деніел Креттон, а сценаристом — Джефф Лавнесс.

## Випуск
Фільм «Месники: Таємні війни» вийде у прокат в Україні 2027 року. Він стане завершенням шостої фази КВМ.